# Thornton W. Burgess

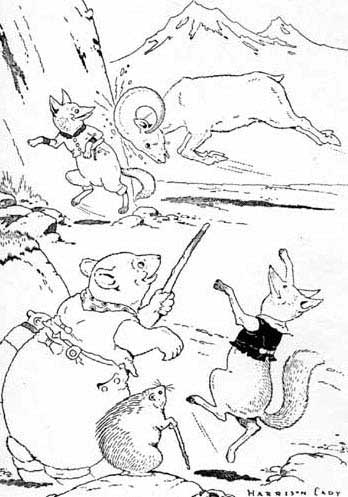
Ilustração de Harrison Cady para o livro Mother West Wind "Where" Stories retratando os personagens animais de Burgess

Thornton Waldo Burgess (17 de janeiro de 1874 – 5 de junho de 1965) foi um conservacionista americano e autor de histórias infantis . Ele era conhecido como o Bedtime Story-Man ("Homem das Histórias para Ler Antes de Dormir"), depois de sua coluna de jornal Bedtime Stories ("Histórias para Ler antes de Dormir"). À época de sua aposentadoria, já havia escrito mais de 170 livros e 15.000 histórias para sua coluna diária do jornal.

## Biografia

### Início da vida e carreira
Thornton Waldo Burgess nasceu em 17 de janeiro de 1874 em Sandwich, Massachusetts, Cape Cod. Era filho de Caroline F. Haywood e Thornton W. Burgess Sr., descendente direto de Thomas Burgess, um dos primeiros colonos de Sandwich em 1637. Seu pai, Thornton Sr., morreu no mesmo ano em que o filho nasceu, e o jovem Thornton foi criado pela mãe em Sandwich. Eles viviam em circunstâncias humildes. Quando jovem, Thornton trabalhou cuidando de vacas, colhendo medronhos (flores de maio) ou bagas, transportando nenúfares de lagoas locais e vendendo doces. William C. Chipman, um de seus empregadores, morava na Discovery Hill Road, uma área com abundante vida selvagem, bosques e pântanos. Este habitat se tornou o cenário de muitas das histórias de Burgess, como a Lagoa Sorridente e as Velhas Roseiras.
Burgess se formou do Ensino Médio na Sandwich High School em 1891 e frequentou brevemente uma faculdade de administração em Boston de 1892 a 1893, enquanto morava em Somerville, Massachusetts. Mas ele não gostava de estudar administração e queria se tornar um autor. Ele se mudou para Springfield, Massachusetts, onde aceitou um emprego como assistente editorial na Phelps Publishing Company. Suas primeiras histórias foram escritas usando o pseudônimo de "W. B. Thornton".
Burgess se casou com Nina Osborne em 1905, mas ela morreu no parto um ano depois, o que fez com que ele precisasse criar o filho sozinho. Ele começou a escrever histórias para entreter seu filho, Thornton III, na hora de dormir. Burgess casou-se novamente em 1911; sua segunda esposa Fannie tinha dois filhos de um casamento anterior. Em 1925, o casal comprou uma propriedade em Hampden, Massachusetts, que se tornou a residência permanente de Burgess em 1957. Fannie morreu em agosto de 1950. Burgess voltava com frequência a Sandwich, que sempre reivindicou como seu lar espiritual. Muitas de suas experiências de infância e as pessoas que conheceu lá influenciaram seu interesse e foram o ímpeto de sua preocupação com a vida selvagem.

### Velha Mãe Vento Oeste
Burgess usou suas observações da natureza livre como enredos para suas histórias. No primeiro livro, Old Mother West Wind (1910, em português: Velha Mãe Vento Oeste), o leitor encontra muitos dos personagens recorrentes nos livros e histórias posteriores. Os personagens da série Old Mother West Wind incluem Peter Coelho (conhecido brevemente como Peter Rabinho-de-Algodão), Jimmy Cangambá, Sammy Gaio, Bobby Guaxinim, Joe Lontrinha, Vovô Rã, Billy Mink, Jerry Rato-Almiscarado, Cágado Pintado, Velha Mãe Vento Oeste e suas pequenas brisas felizes.

### Outras obras
Nos 50 anos que se seguiram, Burgess escreveu livros que foram publicados em todo o mundo em vários idiomas, incluindo português, francês, gaélico, alemão, italiano, espanhol e sueco. Colaborando com ele estava seu ilustrador e amigo Harrison Cady, que nasceu e foi criado em Gardner, Massachusetts, e posteriormente em Nova York e Rockport, Massachusetts . Peter Coelho foi criado pela autora e ilustradora britânica Beatrix Potter, levando Burgess a dizer: "Gosto de pensar que a Srta. Potter deu a Peter um nome conhecido em todo o mundo, enquanto eu, com a ajuda do Sr. Cady, talvez o tenha feito um personagem."
De 1895 a 1962, Burgess escreveu "quase 900" histórias, artigos de ciências naturais e poemas para revistas, incluindo 201 histórias infantis para a revista People's Home Journal . Por mais de 16 anos, de maio de 1913 até o fim da revista após sua edição final de dezembro de 1929, Burgess publicou uma história infantil em todas as edições da People's Home Journal .
De 1912 a 1960, sem interrupção, Burgess escreveu sua coluna de jornal diário, a Bedtime Stories .

### Programas de rádio
De 1912 a 1960, Burgess também transmitiu programas de rádio. Sua série Radio Nature League começou na WBZ (AM), então localizada em Springfield, no início de janeiro de 1925. Burgess fazia o programa do estúdio do Hotel Kimball na noite de quarta-feira às 19h30 Elogiado por educadores e pais, o programa teve ouvintes e integrantes em mais de 30 estados em seu auge. A Radio Nature League de Burgess foi brevemente dissolvida em agosto de 1930, mas ele continuou a dar palestras no rádio para a WBZ sobre a conservação e o tratamento humano dos animais.

### Últimas publicações
Em 1960, Burgess publicou seu último livro, Now I Remember, Autobiography of an Amateur Naturalist, retratando memórias de sua infância em Sandwich, bem como os destaques de sua carreira. Nesse mesmo ano, aos 86 anos, publicou sua 15.000ª coluna de jornal.
Em 1998, a neta de Burgess, Frances B. Meigs, publicou My Grandfather, Thornton W. Burgess: Um retrato íntimo, detalhando sua infância com o avô.

### Morte
Thornton Burgess morreu em 5 de junho de 1965, aos 91 anos. Seu filho havia morrido repentinamente no ano anterior. 

## Prêmios e realizações
Burgess estava ativamente envolvido com os esforços de conservação . Alguns de seus projetos durante a vida incluíram:
- Ajudou a aprovar leis que protegem a vida selvagem migratória.[9]
- "The Green Meadow Club", de programas de conservação de terras.
- "The Bedtime Stories Club", de programas de proteção da vida selvagem.
- "Happy Jack Squirrel Saving Club", de selos e títulos de poupança de guerra.
- A Radio Nature League transmitiu de WBZA em Boston e WBZ em Springfield, Massachusetts.

Por seus esforços, Burgess também recebeu:
- Um duploma honorário de literatura em 1938, da Northeastern University.
- Uma medalha de ouro especial do Museu de Ciências de Boston, por "conduzir as crianças pelo caminho para o vasto e maravilhoso mundo ao ar livre".
- A Medalha de Serviços Distintos do Fundo Permanente de Proteção à Vida Selvagem.

## Legado e influência

### Santuários de vida selvagem e museu
Após sua morte, a Massachusetts Audubon Society comprou a casa de Burgess em Hampden e estabeleceu o Laughing Brook Wildlife Sanctuary naquele local; a casa está listada no Registro Nacional de Lugares Históricos.
A Thornton W. Burgess Society opera o Green Briar Nature Center em East Sandwich, Massachusetts. O Museu Thornton W. Burgess da Sociedade em Sandwich foi fechado ao público em outubro de 2012.

### Outros
- Uma escola secundária em Hampden, Massachusetts, recebeu o nome de Burgess em homenagem ao seu trabalho pela conservação. A escola foi inaugurada em 1967 e funcionou até 2018, quando foi fechada pelo Distrito Escolar Regional de Hampden-Wilbraham.[15]
- No início dos anos 1970, uma adaptação para anime de algumas das obras de Burgess foi produzida por um estúdio de animação japonês e posteriormente distribuída mundialmente. A tradução para o inglês foi intitulada Fables of the Green Forest .
- O romance de John Crowley Little, Big (1980) inclui alusões a locais e personagens nas histórias de Burgess.[16]

## Livros
- 1905 The Bride's Primer (contributor)
- 1910 Old Mother West Wind[9]
- 1911 Mother West Wind's Children
- 1912 Baby Possum Has a Scare
- 1912 Baby Possum's Queer Voyage
- 1912 Mother West Wind's Animal Friends
- 1912 The Boy Scouts of Woodcraft Camp
- 1913 Little Animal Stories for Little Children
- 1913 Mother West Wind's Neighbors
- 1913 The Adventures of Reddy Fox
- 1913 The Adventures of Johnny Chuck
- 1913 The Boy Scouts on Swift River
- 1914 The Adventures of Peter Cottontail[17]
- 1914 A Glad Time Made a Sad Time
- 1914 Danny Meadow Mouse Learns Something
- 1914 Fun with Farmer Brown's Boy
- 1914 How Unc' Billy Possum Met Buster Bear
- 1914 Jack Frost Helps Paddy the Beaver
- 1914 Jerry Muskrat Begins to Build
- 1914 Jerry Muskrat Is Laughed At
- 1914 Jerry Muskrat Wins Respect
- 1914 Jumper the Hare Cannot Sleep
- 1914 Mr. Toad and Danny Meadow Mouse Take a Walk
- 1914 Old Mr. Toad Gets His Stomach Full
- 1914 Peter Rabbit Puts on Airs
- 1914 Striped Chipmunk's Secret Joke
- 1914 The Adventures of Unc' Billy Possum
- 1914 The Boy Scouts on Lost Trail
- 1914 Unc' Billy Possum Has a Fright
- 1914 The Adventures of Mr. Mocker
- 1914 The Adventures of Jerry Muskrat[18]
- 1915 The Adventures of Danny Meadow Mouse[17]
- 1915 Mother West Wind "Why" Stories
- 1915 My Own Bedtime Story
- 1915 Peter Rabbit's Get Acquainted Party
- 1915 The Adventures of Grandfather Frog
- 1915 The Adventures of Chatterer the Red Squirrel
- 1915 The Adventures of Sammy Jay
- 1915 The Bedtime Story Calendar
- 1915 The Boy Scouts in a Trapper's Camp
- 1915 Tommy and the Wishing Stone
- 1915 Tommy's Wishes Come True
- 1916 Little Animal Stories for Children
- 1916 Mother West Wind "How" Stories
- 1916 The Adventures of Buster Bear
- 1916 The Adventures of Old Mr. Toad
- 1916 The Adventures of Prickly Porky
- 1916 The Adventures of Old Man Coyote
- 1917 An Important Meeting at the Smiling Pool
- 1917 Busy Folks and Sleepy Folks
- 1917 Four little Mice at School and Play
- 1917 Johnny Chuck Loses His Temper
- 1917 Mother West Wind "When" Stories
- 1917 Paddy the Beaver Gives Warning
- 1917 Peter Rabbit Introduces His Big Cousin
- 1917 Peter Rabbit Learns from Striped Chipmunk
- 1917 Striped Chipmunk Has a Secret
- 1917 The Adventures of Paddy the Beaver
- 1917 The Adventures of Poor Mrs. Quack
- 1918 The Adventures of Bobby Coon
- 1918 The Adventures of Jimmy Skunk[17]
- 1918 Mother West Wind "Where" Stories
- 1918 Happy Jack
- 1918 Happy Jack Squirrel's Thrift Club
- 1919 Mrs. Peter Rabbit
- 1919 The Adventures of Bob White
- 1919 The Adventures of Ol' Mistah Buzzard
- 1919 The Burgess Bird Book for Children[17]
- 1920 Bowser the Hound
- 1920 Old Granny Fox
- 1920 The Burgess Animal Book for Children[17]
- 1921 Lightfoot the Deer
- 1921 Tommy's Change of Heart
- 1922 Blacky the Crow
- 1922 Buster Bear Invites Old Mr. Toad to Dine
- 1922 Grandfather Frog Stays in the Smiling Pool
- 1922 Whitefoot the Woodmouse[18]
- 1923 Buster Bear's Twins
- 1923 The Burgess Flower Book for Children
- 1924 Billy Mink
- 1925 Animal Pictures
- 1925 Little Joe Otter
- 1926 Jerry Muskrat at Home
- 1926 The Christmas Reindeer
- 1927 A Frightened Baby
- 1927 A Great Joke on Jimmy Skunk
- 1927 A Woe-Begone Little Bear
- 1927 An Imp of Mischief
- 1927 Cubby Bear Has a Mind of His Own
- 1927 Cubby Finds an Open Door
- 1927 Cubby Gets a Bath
- 1927 Cubby in Mother Brown's Pantry
- 1927 Digger the Badger Decides to Stay
- 1927 Grandfather Frog Gets a Ride
- 1927 Happy Jack Squirrel Helps Unc' Billy
- 1927 Longlegs the Heron
- 1927 Milk and Honey
- 1927 The Neatness of Bobby Coon
- 1927 What Farmer Brown's Boy Did
- 1928 Bobby Coon Has a Good Time
- 1928 Bowser the Hound Meets His Match
- 1928 Grandfather Frog Fools Farmer Brown's Boy
- 1928 Happy Jack Squirrel's Bright Idea
- 1928 Peter Rabbit Learns to Use His New Coat
- 1929 Farmer Brown's Boy Becomes Curious
- 1929 Little Joe Otter's Slide
- 1929 The Burgess Seashore Book for Children
- 1929 Wild Flowers We Know
- 1929 Wild Flowers We Should Know
- 1930 Betty Bear's Lesson
- 1930 Whitefoot's Secret
- 1932 Big Book of Green Meadow Stories
- 1932 The Burgess Big Book of Green Meadow Stories
- 1933 Birds You Should Know
- 1933 Jimmy Skunk's Justice
- 1933 Peter Rabbit's Carrots
- 1935 The Wishing-Stone Stories
- 1937 Big Thornton Burgess Story-book
- 1937 Tales from the Storyteller's House
- 1937 The Book of Animal Life
- 1938 Mother Nature's Song and Story Book
- 1938 While the Story-Log Burns
- 1940 A Merry Coasting Party
- 1940 A Robber Meets His Match
- 1940 Bobby Coon's Mistake
- 1940 Paddy's Surprise Visitor
- 1940 Peter Rabbit Proves a Friend
- 1940 Reddy Fox's Sudden Engagement
- 1940 The Three Little Bears
- 1940 Young Flash the Deer
- 1941 Little Pete's Adventure
- 1941 The Little Burgess Animal Book for Children
- 1941 The Little Burgess Bird Book for Children
- 1942 Animal Stories (also published as The Animal World of Thornton Burgess)
- 1942 Little Chuck's Adventure
- 1942 Little Red's Adventure
- 1942 Thornton Burgess Animal Stories
- 1944 On the Green Meadows
- 1944 The Feast at Big Rock
- 1944 Why Peter Rabbit's Ears Are Long and Three Other Stories
- 1945 At the Smiling Pool
- 1945 The Big Book of Burgess Nature Stories
- 1946 The Crooked Little Path
- 1947 The Dear Old Briar-Patch
- 1949 Along Laughing Brook
- 1949 Baby Animal Stories
- 1949 Nature Almanac
- 1950 A Thornton Burgess Picture Story Book
- 1950 At Paddy the Beaver's Pond
- 1953 Everybody Lends Jerry Muskrat a Hand
- 1953 Peter Rabbit's Prank
- 1953 Reddy Fox Takes a Bath
- 1954 Peter Rabbit and Reddy Fox
- 1954 The Littlest Christmas Tree
- 1955 Aunt Sally's Friends in Fur
- 1955 Stories Around the Year
- 1956 50 Favorite Burgess Stories
- 1956 Little Peter Cottontail
- 1957 How Peter Cottontail Got His Name
- 1958 Read Aloud Peter Rabbit Stories
- 1959 Bedtime Stories
- 1959 Nature Stories to Read Aloud
- 1960 Now I Remember: Autobiography of an Amateur Naturalist
- 1963 The Million Little Sunbeams
- 1965 Mother West Wind Stories to Read Aloud
- 1965 The Burgess Book of Nature Lore[21]